# Gennaro Tutino
Gennaro Tutino (Nápoles, 20 de agosto de 1996) es un futbolista italiano. Juega como delantero y su equipo es la U. S. Avellino 1912 de la Serie B de Italia.

## Trayectoria
Se formó en las categorías inferiores del Napoli. El 22 de julio de 2014 el club napolitano lo cedió a préstamo al Vicenza de la Serie B, donde debutó el 10 de agosto en un partido de Copa Italia contra el Bassano. En esa ocasión sufrió una rotura del ligamento cruzado anterior en la rodilla derecha.
El 26 de enero de 2015 fue cedido al Gubbio de la tercera división; el 15 de julio del mismo año pasó al Avellino de la Serie B bajo la modalidad de cesión con opción de compra. El 28 de enero de 2016 fue cedido al Bari, en Serie B, y el 30 de julio pasó en préstamo al Carrarese, en tercera división. El año siguiente fue cedido al Cosenza de la Serie C. El 9 de agosto de 2019 el Napoli lo cedió al Hellas Verona de la Serie A. En enero de 2020 se marchó prestado al Empoli.
En el verano de 2020 volvió a Campania, para ser cedido a la Salernitana de la Serie B el 25 de septiembre. Un año después fue el Parma Calcio 1913 quien logró su cesión.

## Selección nacional
Ha sido internacional con las categorías inferiores de la selección de Italia: sub-16, sub-17 y sub-18.

## Clubes
| Club                            | País   | Año       |
| ------------------------------- | ------ | --------- |
| Vicenza Calcio (cedido)         | Italia | 2014-2015 |
| A. S. Gubbio (cedido)           | Italia | 2015      |
| U. S. Avellino 1912 (cedido)    | Italia | 2015-2016 |
| F. C. Bari (cedido)             | Italia | 2016      |
| Carrarese Calcio (cedido)       | Italia | 2016-2017 |
| Cosenza Calcio (cedido)         | Italia | 2017-2018 |
| Carpi F. C. (cedido)            | Italia | 2018      |
| Cosenza Calcio (cedido)         | Italia | 2018-2019 |
| Hellas Verona F. C. (cedido)    | Italia | 2019-2020 |
| Empoli F. C. (cedido)           | Italia | 2020      |
| U. S. Salernitana 1919 (cedido) | Italia | 2020-2021 |
| Parma Calcio 1913 (cedido)      | Italia | 2021-2022 |
| Parma Calcio 1913               | Italia | 2022-2024 |
| Palermo F. C. (cedido)          | Italia | 2023      |
| Cosenza Calcio (cedido)         | Italia | 2023-2024 |
| Cosenza Calcio                  | Italia | 2024-2025 |
| U. C. Sampdoria (cedido)        | Italia | 2024-2025 |
| U. C. Sampdoria                 | Italia | 2025-     |
| U. S. Avellino 1912 (cedido)    | Italia | 2025-     |